# Metauro
Metauro (latin Metaurus), alternativt Metro, är en flod som rinner genom centrala Italien. Floden har sin källa i de toskanska Apenninerna och flyter 109 km i nordöstlig riktning ut i de Adriatiska havet söder om Fano. Flodens lägre lopp var platsen för Roms seger över Kharthago 207 f. Kr. när Marcus Livius Salinator och Claudius Nero besegrade Hasdrubal, Hannibals bror. Slaget vid Metaurus var det andra puniska krigets vändpunkt.